# Kostel svaté Anny (Šenkvice)
Kostel svaté Anny je římskokatolický chrám, nacházející se v obci Šenkvice v okrese Pezinok. Farnost patří do bratislavské arcidiecéze.

## Historie
První zmínky o kostele v obci pocházejí z roku 1390, kdy vikář ostřihomského arcibiskupa Leonarda de Pensauro vzpomíná farnost Šenkvice pod dobovým názvem SANKAWYCH. Jeho vznik se předpokládá kolem roku 1350.
Absence zpráv o obci mezi lety 1462 až 1557 potvrzuje domněnky o opuštění území. Noví osadníci z okolí chorvatské Kostajnice, kteří byli vyhnáni nájezdy Turků, začali stavět na ruinách starého nový, větší kostel. Následně se Šenkvice staly v roce 1584 farností. Prvním knězem nové farnosti byl pravděpodobně Matej Sosic.
Kolem roku 1618 začal Ján Janič s rozšiřováním a renesanční přestavbou kostela, kterému přibyla věž i 4 metry vysoké hradby na ochranu před loupeživými nájezdy tureckých vojenských oddílů. Turci v této době plenili vesnice jihozápadního Slovenska.[zdroj?]
Kostel byl vysvěcen csanádským biskupem a zasvěcen Svaté Anně až 3. dubna 1672. Během následujících let se na jeho vzhledu změnilo jen vybavení kostela, když přibyly varhany a byly vyrobeny nové mešní pomůcky a roucha. V roce 1766 kostel vyhořel a v roce 1783 byl obnoven do dnešní podoby.